# كريستن شميت
كريستن شميت (بالنرويجية البوكمول: Christen Schmidt)‏ هو قسيس نرويجي، ولد في 22 فبراير 1727 في كونغسفينغر في النرويج، وتوفي في 6 أكتوبر 1804.